# سان ونیان
سان ونیان (انگلیسی: Sun Wenyan؛ زادهٔ ۲۷ دسامبر ۱۹۸۹) ورزشکار شنای موزون اهل چین است.
وی در مسابقات کشوری و بین‌المللی در مجموع برندهٔ ۱۳ مدال نقره، ۱ مدال برنز شده‌است.